# Élection présidentielle togolaise de 1961
L'élection présidentielle togolaise de 1961 a lieu au Togo le 9 avril 1961. Il s'agit de la première présidentielle depuis l'indépendance du pays le 27 avril de l'année précédente. Le scrutin n'est pas de nature démocratique. Le premier ministre en exercice et chef d'État par intérim Sylvanus Olympio se présente sans opposition, les candidatures d'opposants ayant été empêchées, et est élu avec 100 % des voix. 

## Résultats
| Candidat                  | Candidat                  | Parti                     | Voix    | %     |  |
| ------------------------- | ------------------------- | ------------------------- | ------- | ----- |  |
|                           | Sylvanus Olympio          | PUT                       | 590 938 | 100   |  |
|                           |                           |                           |         |       |  |
| Votes valides             | Votes valides             | Votes valides             | 560 838 | 99,38 |  |
| Votes blancs et invalides | Votes blancs et invalides | Votes blancs et invalides | 3 779   | 0,62  |  |
| Total                     | Total                     | Total                     | 564 617 | 100   |  |
| Abstention                | Abstention                | Abstention                | 63 371  | 10,09 |  |
| Inscrits/Participation    | Inscrits/Participation    | Inscrits/Participation    | 627 688 | 89,91 |  |